# Autokrácia
Az autokrácia (magyarul: egyeduralom, önkényuralom) olyan politikai rendszer, ahol a hatalom egésze egyetlen személy (vagy személyek kis zárt csoportja) kezében összpontosul, aminek a döntéseit nem korlátozzák külső jogi megkötések.
Az autokrata olyan vezető, aki hatalmat gyakorol egy bizonyos területen, és ebben nem korlátozza senki vagy semmi.
A hatalom birtoklását többek között a hagyománnyal, a kritikus erőforrások ellenőrzésével vagy a személyes karizmájával biztosíthatja.
Az autokratikus kormányzatoknak sokféle típusa van. A hivatkozott ideológia és az elnyomás fokozataiban figyelhetők meg markáns különbségek. A politikai szóhasználat általában különbséget tesz az autokratikus kormányzás totalitárius és hagyományos formái között.
Az autokrata vezetőre a köznyelvben használt hasonló fogalmak: despota, zsarnok, diktátor stb.

## A szó története
Az autokrata szó a görög autokratôr (szó szerint "önmagát kormányzó") szóból ered. Az autokratôr a bizánci császárok egyik uralkodói címe volt (a latin imperator megfelelője) és használták a bizánci hagyományok közül sokat megtartó szláv uralkodók (cárok) is. Bizáncban, ahogy az más címek esetében is történt, az autokratôr cím idővel elértéktelenedett. Eredeti jelentése Bizáncban nem az uralkodó és az alattvalók viszonyára vonatkozott, hanem arra utalt, hogy az uralkodó hatalmát közvetlenül Istentől kapta.

## Jellemzői

### Az autokrata hatalmi bázisa
Bár az autokrata egyeduralkodó, neki is szüksége van valamiféle bázisra a hatalmi struktúrában: a személyes karizma, vagy a fizikai erő egymagában csak egy bűnözői csoport vezetője, vagy a társadalmi fejlettség kezdetleges szakaszaiban kormányzó vezető számára biztosíthat teljhatalmat. Az autokrata hatalmi bázisát biztosíthatják az előkelők, a katonák, a papság, vagy más csoportok, mint például egy domináns szerepbe juttatott párt. (Ezek azonban az autokrata ellen is fordulhatnak és megfoszthatják hatalmától.) Hoszni Mubárak egyiptomi elnök uralmát például "alkotmányos autokráciának" nevezte a Washington Post szerkesztőségi cikke.
Vezető testületek szilárd autokráciában is létezhetnek, valós hatalmuk azonban nincs, döntési terüket az autokrata határozza meg és inkább az uralkodó személy karjának meghosszabbításaként működnek, mint politikaformálóként.

### Államformái
- Rendőrállam
  - Egyesített rendőrállam
- Egypártrendszer
- Abszolút monarchia
- Hercegség vagy nagyhercegség
- Emirátus
- Örökléses monarchia
- Populáris monarchia
- Fejedelemség
- Önhirdetett monarchia
- Alkirályság

### Politikai eszméi
- Fasizmus
- Kommunizmus
- Totalitariátus
- Despotizmus
  - Felvilágosult despotizmus
- Patriarchátus
  - Patrimonalizmus

### Kormányzás formái
- Diktatúra
  - Katonai diktatúra
- Despotikus kormányzás

A hármas felosztást használta az uralom formája (forma imperii) szerint Immanuel Kant is (az egy ember uralmát ő is autokráciának nevezte), ehhez azonban hozzátett egy kettős felosztást a kormányzás módja szerint (forma regiminis vagy Regierungsart), ami szerinte a szuverenitás birtokosainak számánál fontosabb szempont: a köztársaság az, ahol a törvényhozás és a végrehajtás elválasztva működik, ennek ellentétpárja pedig a despotikus kormányzási mód.

## Hasonló, de nem azonos fogalmak

### Oligarchia
Az autokrácia eltér az oligarchiától, amely egy kisebbség uralma és a demokráciától, amelyben a hatalom a nép többségének kezében van.

### Arisztokrácia
Az egyeduralomtól elkülöníti a kevesek uralmát jelentő arisztokratikus rendszert és a sokak uralmát jelentő politeiát. (Ezek elfajzott változata nála az oligarchia, illetve a demokrácia – ma mindkettőt semleges jelentésben használjuk.) A platóni-arisztotelészi hármas felosztás ma is általánosan használt, bár vannak, akik kevesebb kategóriát alkalmaznak és az autokráciát értékalapon a demokráciával állítják szembe.

### Totalitarianizmus
Nem azonos a totalitarianizmussal sem, amely egy olyan rendszer, ahol az állam az élet és a civil társadalom minden területének ellenőrzésére törekszik. A totalitarizmus speciálisan azokra a modern rezsimekre utal, amelyek az 1920-as, illetve 1930-as évektől formálódtak ki. 
Nem szinonim az autokráciával a katonai diktatúra sem, mivel a katonai diktatúrák, mint a dél-amerikai junták esete is mutatja, gyakran a "kollektív elnökség" formáját öltik. Ugyanakkor az autokrácia lehet totalitariánus is és felöltheti a katonai diktatúra formáját is.

### Monarchia
A monarchia abban különbözik az autokráciától, hogy előbbi a hatalom örökletes voltára utal, az utóbbi azonban nem feltétlenül (bár az autokratôr címet örökletes uralkodók is használták). Jelentős különbség az is, hogy egy monarcha hatalma nagyon korlátozott lehet. A történelem folyamán sok monarcha uralkodott
autokratikus módon (erre hajlottak például az abszolút monarchiák). Az alkotmányok bevezetésével a monarchák hatalma fokozatosan csökkent és egyre inkább választott testületek kezébe került át, bár autokratikus monarchiák egészen a legutóbbi időkig léteztek.

#### Királyság
Arisztotelész államformatanában (Politika) Platón nyomán kétféle módját különbözteti meg az egyeduralomnak. A királyságban az egyeduralkodó a közjó érdekében is gyakorolhatja hatalmát. Ennek elfajzott változata Arisztotelész szerint a türannisz.